# Partits de bàsquet entre equips NBA i equips FIBA
Els partits de bàsquet entre equips NBA i equips FIBA són aquells que enfronten els millors equips de la NBA amb els millors equips de la resta del món, a través de la FIBA. La NBA (National Basketball Association) és la lliga professional de bàsquet més important dels Estats Units i Canadà, mentre que la FIBA (Federació Internacional de Bàsquetbol) és l'organisme que regeix la competició de bàsquet a nivell internacional, incloent les competicions d'estiu com els Jocs Olímpics i el Mundial de Bàsquet. Molts dels millors jugadors de la NBA han estat seleccionats per representar els seus països en aquest tipus de competicions.
El 8 de setembre de 1978 es va disputar, en el Yad Eliyahu Sorra de Tel-Aviv (Israel), el primer partit de bàsquet que va enfrontar a un equip d'una franquícia de l'NBA i a un club afiliat a la FIBA. Va ser un partit amistós que van disputar el Washington Bullets, Campió de l'NBA temporada 1977-1978, i el conjunt local del Maccabi Tel Aviv que, contra tot pronòstic, va derrotar el conjunt nord-americà per un punt de diferència (98-97).

## Història
Des de 1978 fins al 16 d'octubre de 2014 hi ha hagut 124 enfrontaments entre clubs de l'NBA i clubs de la FIBA, amb un clar balanç de victòries a favor dels equips de l'NBA, de 110 (89%) a 15 (11%). D'aquests partits 59 (48%) s'han jugat a Amèrica del Nord (Estats Units o Canadà), la resta, 65 (52%) partits, a Europa o Israel (i un a Macau). En les dècades de 1980 i 1990 es jugaven molts més partits a Europa que a Amèrica del Nord. No obstant això, des de començaments del segle xxi, l'NBA, a més d'incloure més partits cada any, ha invertit la tendència, organitzant molts més partits en pistes nord-americanes que europees; així, en el període comprès entre 2003 i 2010 (inclusivament) de 46 partits disputats entre equips NBA i equips FIBA d'Europa 17 (40%) van ser en territori europeu, 1 (2%) a la Xina (Macau) i 28 (58%) partits a Amèrica del Nord.
Entre 1978 i 1984 el Maccabi Tel Aviv va aconseguir tres triomfs en tres partits, jugant amb regles i arbitratge FIBA, a més d'una durada de 40 minuts (en l'NBA els partits duren 48 minuts). Des de llavors l'NBA, conscient que aquest problema podria repercutir negativament en la imatge a l'estranger de la considerada "millor lliga de bàsquet del món", només accedeix a jugar contra equips FIBA si es juga amb regles NBA, àrbitres designats per l'NBA (i un àrbitre europeu en el cas del NBA Europe Live Tour) i temps de joc de 48 minuts. És a dir, si equips FIBA juguen a Amèrica del Nord contra equips NBA es juga amb arbitratge i normes NBA, i si es juga en ciutats europees o a Israel (cas del Maccabi Tel Aviv) també es juga amb arbitratge i normes NBA. D'aquesta manera es garanteix el control de l'NBA sobre les seves franquícies, així com la seva imatge de marca.
La superioritat de l'NBA contra equips FIBA (gairebé sempre equips membres de l'Eurolliga) s'ha anat reduint en l'última dècada i primera del segle XXI. Els tres exemples més destacats d'aquesta pèrdua de superioritat de l'NBA respecte a la resta del món (àmbit FIBA) són els següents:
1. En 2005 el Maccabi Tel Aviv es va convertir en el primer equip FIBA de la història a guanyar a un altre NBA en sòl Nord-americà (a Toronto, Canadà), en derrotar en el seu camp als Toronto Raptors.
2. En 2010 el Futbol Club Barcelona es va convertir en el primer campió de l'Eurolliga a derrotar el vigent campió de l'NBA, Los Angeles Lakers, en partit disputat a Barcelona, baix regles NBA. Les dues vegades anteriors en els quals es van enfrontar el campió NBA i el campió de l'Eurolliga la victòria va ser per a l'equip NBA: en 1997 Chicago Bulls va derrotar a Olympiacos B.C. en partit disputat a París, i en 2007 Sant Antonio Spurs va derrotar a Panathinaikos BC en partit disputat en Sant Antonio (Texas).
3. En 2010 el PBC CSKA Moscou es va convertir en el primer equip europeu a guanyar a un equip NBA en territori estatunidenc, els Cleveland Cavaliers. La temporada anterior el PBC CSKA Moscou va finalitzar en tercer lloc l'Eurolliga i va ser campió de la Superliga de Rússia, mentre que Cleveland Cavaliers va ser primer en la Fase Regular (Regular Season) de l'NBA 2009-10.

En resum, tan sols vuit equips de la FIBA han aconseguit derrotar a equips de l'NBA: el Maccabi Tel Aviv i l'FC Barcelona en 4 ocasions, el PBC CSKA Moscou en 3 ocasions, el Fenerbahçe i el Reial Madrid en 2 ocasions, l'Unicaja Màlaga, l'ALBA Berlin i la Selecció de bàsquet de la URSS en 1 ocasió. L'Unicaja Màlaga ha estat a més, l'únic equip que, sense ser campió de la màxima competició europea, ha derrotat a un equip NBA, els Memphis Grizzlies, en els quals en aquells dies militaven els catalans Pau Gasol i Juan Carlos Navarro, en partit disputat a Màlaga.
El Maccabi Tel Aviv és l'equip de la FIBA que en més ocasions s'ha enfrontat a equips de l'NBA: ha disputat fins a 16 partits, dels quals ha vençut en quatre. El 1978 va derrotar els Washington Bullets, el 1984 als New Jersey Nets i als Phoenix Suns, i l'any 2005 va derrotar els Toronto Raptors al seu propi domicili, convertint-se en el primer equip de la FIBA que va derrotar a un de l'NBA en la seva pròpia pista.
Totes aquestes victòries, no obstant això, es van produir en trobades amistoses. La major part de les trobades disputades entre conjunts de l'NBA i de la FIBA van tenir lloc en el ja extint Open McDonald's, en el qual sempre van vèncer els equips de l'NBA.
Des d'octubre de 2006, La NBA i la FIBA van acordar jugar una sèrie de partits amistosos entre equips FIBA i NBA a Europa, batejant aquest esdeveniment sota el nom de NBA Europe Live Tour. De la mateixa forma, des de 2009, equips de l'Eurolliga s'enfronten a equips NBA en sòl americà, en el denominat Euroligue American Tour, i des de 2013, els van batejar com a NBA Global Games.

## Resultats per equip
| Equips                 | Jugats | Guanyats | Perduts | %     |
| ---------------------- | ------ | -------- | ------- | ----- |
| Atlanta Hawks          | 3      | 2        | 1       | .667  |
| Boston Celtics         | 6      | 5        | 1       | .833  |
| Brooklyn Nets          | 9      | 7        | 2       | .778  |
| Charlotte Hornets      | 1      | 1        | 0       | 1.000 |
| Chicago Bulls          | 2      | 2        | 0       | 1.000 |
| Cleveland Cavaliers    | 6      | 5        | 1       | .833  |
| Dallas Mavericks       | 3      | 2        | 1       | .667  |
| Denver Nuggets         | 4      | 4        | 0       | 1.000 |
| Detroit Pistons        | 1      | 1        | 0       | 1.000 |
| Golden State Warriors  | 5      | 5        | 0       | 1.000 |
| Houston Rockets        | 6      | 6        | 0       | 1.000 |
| Indiana Pacers         | 1      | 1        | 0       | 1.000 |
| Los Angeles Clippers   | 7      | 6        | 1       | .857  |
| Los Angeles Lakers     | 6      | 5        | 1       | .833  |
| Memphis Grizzlies      | 8      | 7        | 1       | .875  |
| Miami Heat             | 3      | 3        | 0       | 1.000 |
| Milwaukee Bucks        | 2      | 2        | 0       | 1.000 |
| Minnesota Timberwolves | 3      | 2        | 1       | .667  |
| New York Knicks        | 6      | 6        | 0       | 1.000 |
| Oklahoma City Thunder  | 4      | 4        | 1       | .800  |
| Orlando Magic          | 5      | 5        | 0       | 1.000 |
| Philadelphia 76ers     | 5      | 4        | 1       | .800  |
| Phoenix Suns           | 13     | 12       | 1       | .923  |
| Portland Trail Blazers | 2      | 2        | 0       | 1.000 |
| Sacramento Kings       | 2      | 2        | 0       | 1.000 |
| San Antonio Spurs      | 11     | 10       | 1       | .909  |
| Seattle SuperSonics    | 6      | 6        | 0       | 1.000 |
| Toronto Raptors        | 11     | 9        | 2       | .818  |
| Utah Jazz              | 4      | 4        | 0       | 1.000 |
| Washington Wizards     | 8      | 7        | 1       | .875  |
| Totals                 | 155    | 138      | 17      | .889  |

| Equips                            | Jugats | Guanyats | Perduts | %     |
| --------------------------------- | ------ | -------- | ------- | ----- |
| Adelaide 36ers                    | 1      | 0        | 1       | .000  |
| Alba Berlin                       | 2      | 1        | 1       | .500  |
| Anadolu Efes                      | 3      | 0        | 3       | .000  |
| ASVEL                             | 1      | 0        | 1       | .000  |
| Baskonia                          | 2      | 0        | 2       | .000  |
| Bauru                             | 2      | 0        | 2       | .000  |
| Bayer Giants Leverkusen           | 1      | 0        | 1       | .000  |
| Bayi Rockets                      | 1      | 0        | 1       | .000  |
| Beijing Ducks                     | 1      | 0        | 1       | .000  |
| Bilbao Basket                     | 1      | 0        | 1       | .000  |
| Brisbane Bullets                  | 1      | 0        | 1       | .000  |
| CSKA Moscow                       | 9      | 3        | 6       | .333  |
| Estudiantes                       | 1      | 0        | 1       | .000  |
| FC Barcelona                      | 8      | 4        | 4       | .500  |
| Fenerbahçe                        | 5      | 2        | 3       | .400  |
| Flamengo                          | 5      | 0        | 5       | .000  |
| ASC 1846 Göttingen                | 2      | 0        | 2       | .000  |
| Guangzhou Long-Lions              | 3      | 0        | 3       | .000  |
| SSV Hagen                         | 1      | 0        | 1       | .000  |
| Hapoel Tel Aviv                   | 2      | 0        | 2       | .000  |
| Iugoslàvia                        | 1      | 0        | 1       | .000  |
| Joventut Badalona                 | 2      | 0        | 2       | .000  |
| Khimki                            | 1      | 0        | 1       | .000  |
| Limoges CSP                       | 1      | 0        | 1       | .000  |
| Maccabi Haifa                     | 21     | 0        | 21      | .000  |
| Maccabi Tel Aviv                  | 20     | 4        | 16      | .200  |
| Málaga                            | 1      | 1        | 0       | 1.000 |
| Melbourne United                  | 5      | 0        | 5       | .000  |
| Mens Sana                         | 2      | 0        | 2       | .000  |
| New Zealand Breakers              | 3      | 0        | 3       | .000  |
| Olimpia Milano                    | 6      | 0        | 6       | .000  |
| Olympiacos                        | 3      | 0        | 3       | .000  |
| Panathinaikos                     | 3      | 0        | 3       | .000  |
| Partizan                          | 2      | 0        | 2       | .000  |
| Perth Wildcats                    | 2      | 0        | 2       | .000  |
| Philippine Basketball Association | 1      | 0        | 1       | .000  |
| Racing Paris                      | 1      | 0        | 1       | .000  |
| Real Madrid                       | 8      | 2        | 6       | .250  |
| Rytas                             | 1      | 0        | 1       | .000  |
| San Lorenzo                       | 2      | 0        | 2       | .000  |
| Shanghai Sharks                   | 3      | 0        | 3       | .000  |
| Split                             | 2      | 0        | 2       | .000  |
| Sydney Kings                      | 2      | 0        | 2       | .000  |
| Treviso                           | 2      | 0        | 2       | .000  |
| Uniò Soviètica                    | 4      | 1        | 3       | .250  |
| Varese                            | 3      | 0        | 3       | .000  |
| Vasco da Gama                     | 1      | 0        | 1       | .000  |
| Vevey Baskets                     | 1      | 0        | 1       | .000  |
| Victoria Libertas                 | 1      | 0        | 1       | .000  |
| Virtus Bologna                    | 5      | 0        | 5       | .000  |
| Virtus Roma                       | 2      | 0        | 2       | .000  |
| Xina                              | 2      | 0        | 2       | .000  |
| Žalgiris                          | 3      | 0        | 3       | .000  |
| Totals                            | 155    | 17       | 138     | .111  |